# Roland Methling
Roland Methling (né le 9 mars 1954 au Tessin) est un homme politique local allemand. De 2005 à 2019, il est lord-maire de Rostock. Depuis 2009, Methling appartient à l'alliance électorale « Unabhängige Bürger Für Rostock ».

## Biographie
Après avoir obtenu son diplôme du lycée Goethe de Schwerin (de), il commence à étudier la cybernétique technique et la technologie de l'automatisation à l'Université de Rostock en 1972, obtenant un diplôme d'ingénieur. À partir de 1978, il travaille dans divers domaines au port d'outre-mer de Rostock. En 1990, il passe à l'administration de la ville hanséatique et devient l'organisateur à plein temps de la réunion internationale de voiliers Hanse Sail. En 1995, il organise le 777e anniversaire de Rostock et en 1999 la célébration du tournant du millénaire.
Methling est marié et père de trois enfants.

## Politique
Methling est membre du SED jusqu'en 1989.
Le 27 février 2005, Methlingété est élu maire de la ville dès le premier tour avec 58,2 % des voix. Il prête serment comme maire de la ville hanséatique de Rostock le 6 avril 2005. Il succède au SPD Arno Pöker (de) au pouvoir, qui a démissionné. La démission de Pöker est motivée par les reproches formulés à l'encontre de l'exposition horticole internationale IGA de Rostock, organisée en 2003 sous l'égide de Pöker, qui, malgré un bon nombre de visiteurs, a entraîné un déficit supplémentaire de 18 millions d'euros à la charge de la ville, en plus des 44 millions d'euros de dépenses prévues, et dont le concept de réutilisation du terrain de l'IGA sur la Warnow n'a pas non plus fonctionné. C'est l'une des raisons pour lesquelles la ville de Rostock est au bord de l'insolvabilité lors de l'entrée en fonction de Methling. L'exercice budgétaire 2005 prévoit un nouvel endettement de 50 millions d'euros. Au cours des cinq premières années du mandat de Methling, ce déficit structurel du budget municipal s'est lentement réduit. Au cours de l'exercice budgétaire 2010, la ville de Rostock atteint l'équilibre budgétaire. Afin de rembourser les dettes accumulées principalement sous le mandat des prédécesseurs de Methling, qui s'élèvent actuellement à environ 200 millions d'euros, la vente de biens municipaux est en discussion, mais elle est controversée au sein du Bürgerschaft de Rostock, le parlement de la ville.
En 2008, Methling défraye la chronique en limogeant sans préavis le directeur du Théâtre populaire de Rostock (de), Steffen Piontek. Piontek aurait arbitrairement prolongé les contrats avec des employés seniors pendant les pourparlers de licenciement en cours, y compris celui de sa femme, qui travaille au théâtre. La décision de Methling est confirmée par la commission principale de l'assemblée citoyenne le 26 août 2008.
Le 5 février 2012, Methling est réélu maire de Rostock au premier tour avec 53,8 % des voix et un taux de participation de 37 %.
Methling ne peut pas se présenter à nouveau aux élections municipales de 2019 en raison d'une limite d'âge. Cependant, il se présente à la citoyenneté de Rostock et est élu, mais ne prend pas son mandat.